# Letis
Letis is een geslacht van vlinders uit de familie van de spinneruilen (Erebidae).

## Soorten
- L. alauda Guenée, 1852
- L. albidentina Hampson, 1926
- L. albifimbria Walker, 1867
- L. arcana Feige, 1974
- L. arpi Prout, 1921
- L. buteo Guenée, 1852
- L. caligula Maassen, 1890
- L. claricostata Dognin, 1912
- L. dichroa Hampson, 1926
- L. doliaris Guenée, 1852
- L. hercyna Drury, 1773
- L. herilia Stoll, 1780
- L. hypnois Hübner, 1806
- L. iphianasse Cramer, 1777
- L. janthinea Dognin, 1914
- L. lignitis Hampson, 1926
- L. maculicollis Walker, 1858
- L. magna Gmelin, 1789
- L. melba Felder, 1874
- L. mineis Hübner, 1806

- L. mycerina Cramer, 1777
- L. nero Feige, 1975
- L. nymphaloides Walker, 1858
- L. occidua Linnaeus, 1758
- L. orcus Feige, 1971
- L. orcynia Druce, 1890
- L. scops Guenée, 1852
- L. specularis Hübner, 1821
- L. tiasa Druce, 1890
- L. tuisana Schaus, 1911
- L. vultura Druce, 1890
- L. xylia Guenée, 1852